# Bretton Hall
Bretton Hall est une maison de campagne à West Bretton près de Wakefield, Yorkshire de l'Ouest, Angleterre. Elle abrite le Bretton Hall College de 1949 à 2001 et est un campus de l'Université de Leeds (2001–2007). Il s'agit d'un bâtiment classé Grade II*.

## Histoire
Au XIVe siècle, le domaine de Bretton appartient aux Dronsfield et passe par mariage aux Wentworth en 1407. Le roi Henri VIII passe trois nuits dans l'ancien manoir et le mobilier, les tentures et les boiseries de sa chambre sont déplacés vers le nouveau manoir. Un manoir est indiqué sur la carte du Yorkshire de 1577 de Christopher Saxton .
Le bâtiment actuel est conçu et construit vers 1720 par son propriétaire, Sir William Wentworth assisté de James Moyser pour remplacer l'ancien manoir. En 1792, il passe dans la famille Beaumont (plus tard barons et vicomtes Allendale), et la bibliothèque et la salle à manger sont remodelées par John Carr (architecte) (en) en 1793. Des écuries monumentales conçues par George Basevi sont construites entre 1842 et 1852. La maison est vendue au West Riding County Council en 1947. Avant la vente, le lambris du "salon Henry VIII" (préservé de l'ancien manoir) est donné au conseil municipal de Leeds et transféré à la maison Temple Newsam.
La maison abritait le Bretton Hall College de 1949 à 2001 et est un campus de l'Université de Leeds de 2001 à 2007. Les plans de transformation de la maison en hôtel et en bureaux sont approuvés en 2013.

## Architecture

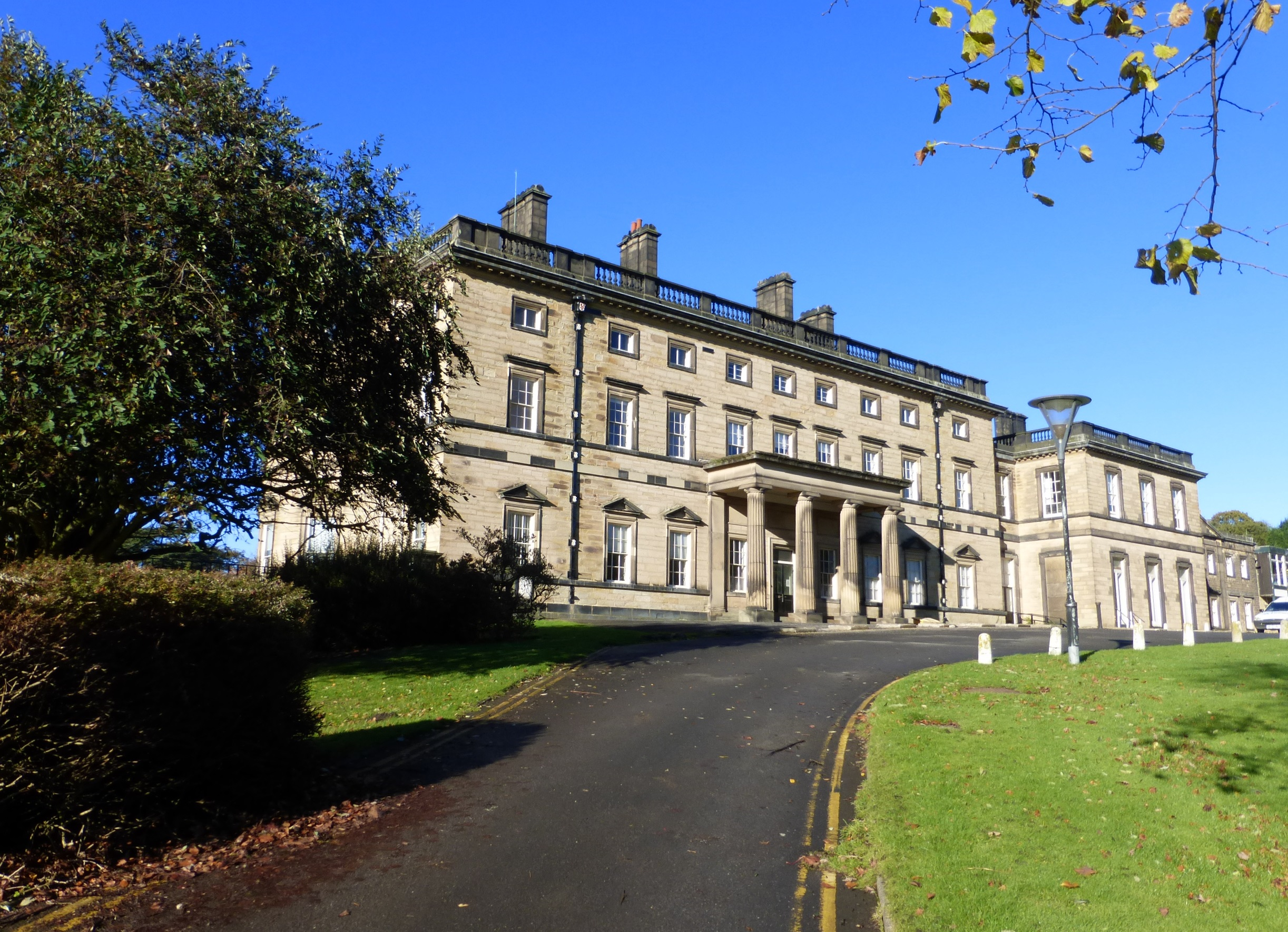
Façade de Bretton Hall

La partie la plus ancienne de la maison, la façade sud date d'environ 1720 et est conçue par le propriétaire, Sir William Wentworth et le colonel James Moyser. Il est agrandi lorsque la façade nord est ajoutée dans les années 1780 par William Lindley de Doncaster. Un bow-window et un portique sont ajoutés au bloc sud et le bâtiment reliant les deux blocs est remodelé entre 1811 et 14 par Jeffrey Wyatt pour le colonel Thomas et Diana Beaumont. Vers 1852, Thomas Richardson ajoute la salle à manger en saillie sur la façade est de la maison pour Thomas Blackett Beaumont.

### Extérieur
La maison a une rangée principale de trois étages de neuf baies sur cinq baies tandis que le reste a deux étages. Elle est construite en moellons de grès et son toit est dissimulé derrière un parapet à balustres. Elle a de hautes cheminées ornementales et le bouclier Wentworth décore deux têtes d'eau de pluie ornementales. Le bâtiment sud a une façade symétrique avec un portique dorique central. Les fenêtres du rez-de-chaussée et du premier étage ont des châssis à 12 carreaux avec des frontons triangulaires au rez-de-chaussée et des corniches au premier. Les fenêtres plus courtes du deuxième étage ont des battants ajoutés plus tard. La façade sud est percée d'un bow-window à trois baies avec de hautes fenêtres en rez-de-chaussée. La fenêtre centrale est à l'origine une porte accessible par une volée de quatre marches.
Le bâtiment nord à sept travées a une façade symétrique où les trois travées centrales ont des pilastres géants soutenant un fronton. De chaque côté de la double porte centrale à huit panneaux se trouvent des fenêtres à guillotine à 12 panneaux tandis que le premier étage a des fenêtres à guillotine à neuf panneaux. Un bloc de liaison à trois travées rejoint les rangs et aboutit à l'orangerie. Elle est construite sur un podium à deux marches. Ses sept travées sont divisées par des piles toscanes carrées qui soutiennent la frise, la corniche et l'assise de blocage.

### Intérieur
Le hall d'entrée du bâtiment sud a un passage voûté d'arêtes avec trois arcs et piliers et ses murs sont décorés de peintures en grisaille. Son escalier principal possède une rampe en fer forgé. De chaque côté, l'ancienne salle de billard et l'ancienne salle de petit-déjeuner ont des plafonds de style Adam datant d'environ 1770. L'autre bâtiment possède un vestibule d'entrée à quatre piles supportant une coupole vitrée sur pendentifs. Au premier étage, le vestibule s'ouvre sur le demi-palier de l'escalier principal du bâtiment sud. L'ancien salon a un plafond baroque avec des bossages pendants. L'ancienne bibliothèque et la salle de musique sont dans le style Regency, des extensions de 1811–14. La bibliothèque possède une abside où se trouvaient un orgue, un plafond à gorges à décor de rinceau et une cheminée en marbre. La salle à manger est décorée dans le style rococo vers 1852. Elle a une cheminée et une frise en marbre élaborées et son plafond est décoré d'instruments de musique.

## Parc et jardins

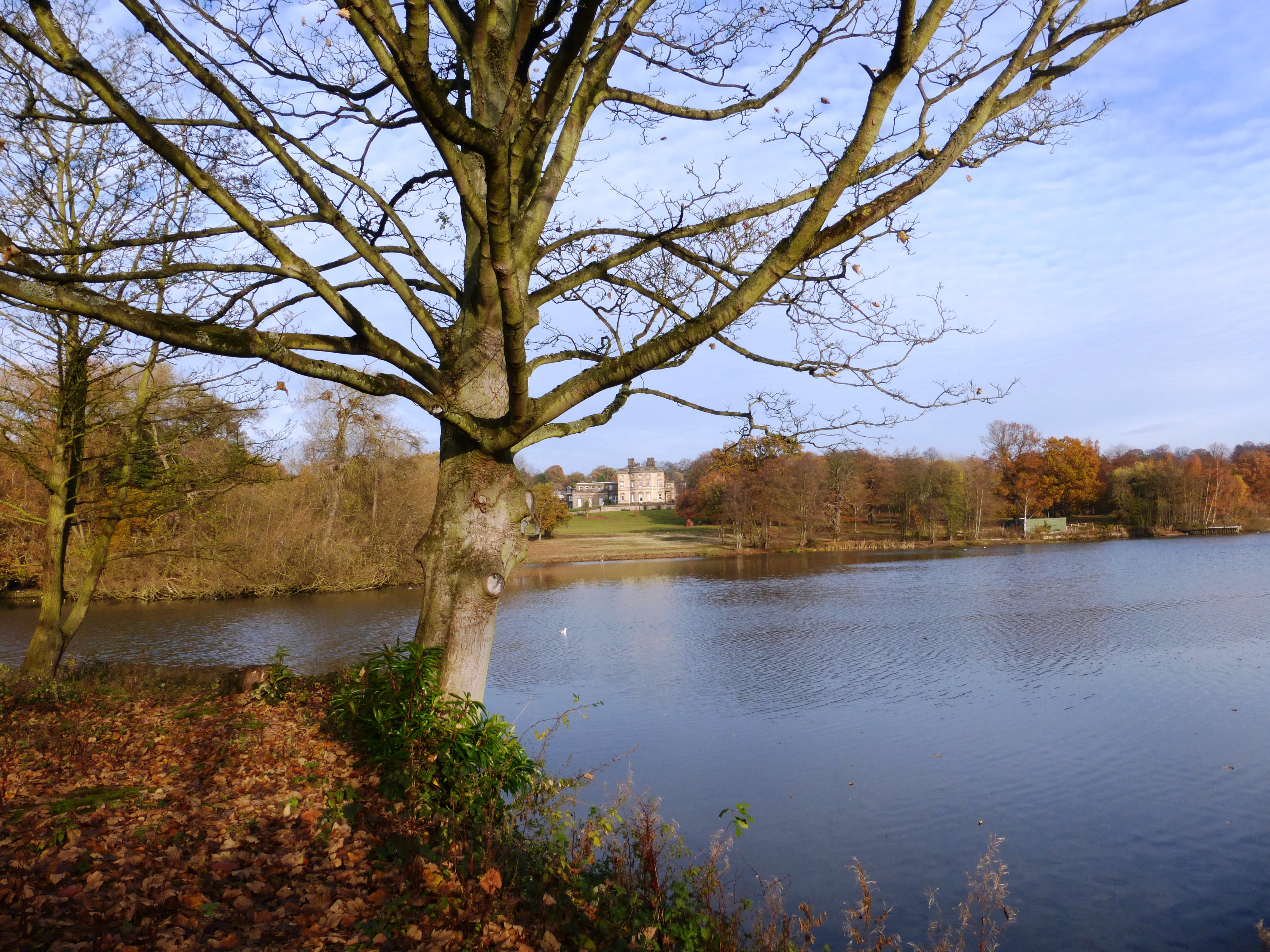
Bretton Hall, lac inférieur et parc

Les terrains d'agrément et le parc autour de la maison sont l'œuvre des paysagistes Richard Woods au XVIIIe siècle et de Robert Marnock, jardinier en chef du domaine, dans les années 1820 et 1830 . La maison surplombe la rivière Dearne qui coule vers l'est à travers le parc. Il est barré pour former deux lacs. Oxley Bank, un terrassement linéaire forme la limite est du parc.
À l'intérieur et autour du parc et des terrains de plaisance classés Grade II se trouvent plusieurs structures historiques. Quatre pavillons se dressent aux entrées principales du domaine. North Lodge et le Haigh Lodge, classé grade II, ont probablement été conçus par Jeffrey Wyattville en même temps que ses extensions 1811–14 dans le manoir. Archway Lodge, un bâtiment classé grade II * par William Atkinson en 1805 prend la forme d'une arche géante avec des colonnes cannelées. Le Hoyland Lodge, largement modifié, se trouve sur Litherop Lane au sud. La chapelle St Bartholomew classée redondante Grade II *, West Bretton, construite par William Wentworth en 1744  est restaurée en tant qu'espace de galerie.
Le parc abrite le Yorkshire Sculpture Park de 224 acres (90 ha) et le Bretton Country Park de 100 acres (40 ha) qui est une réserve naturelle locale depuis 1994 ,. Le développement de logements et de parkings pour le collège et son utilisation multiple en tant que parc de campagne et de sculptures et la négligence générale dans la seconde moitié du XXe siècle ont conduit à la fragmentation du paysage historique et il est désigné «à risque» par English Heritage en 2009. Le Yorkshire Sculpture Park est désormais responsable de la majeure partie du parc et, en partenariat avec Natural England, qui fournit le financement, et English Heritage lance un plan de gestion de la conservation pour le parc. Les arbres et les broussailles sont défrichés pour permettre l'accès à une promenade périphérique au bord du lac.